# LALALA Shiawase no Uta
LALALA Shiawase no Uta (LALALA 幸せの歌 LALALA La Cancion de la Felicidad?) es el cuarto sencillo de ℃-ute. Fue lanzado el 27 de febrero de 2008 bajo el sello zetima en edición limitada y edición regular. La edición limitada vino con un DVD extra

## Lista de canciones

### CD
- LALALA Shiawase no Uta
- Saikoukyuu no Enjoy GIRLS(最高級のエンジョイGIRLS; Top Class Enjoy Girls)
- LALALA Shiawase no Uta (Instrumental)

### Edición Limitada DVD
- LALALA Shiawase no Uta (Dance Shot Ver.)

### Single V
- LALALA Shiawase no Uta
- LALALA Shiawase no Uta (Close-up Ver.)
- Making Eizou - Making of

### Event V
- LALALA Shiawase no Uta (PV)
- LALALA Shiawase no Uta (Umeda Erika Close-up Ver.)
- LALALA Shiawase no Uta (Yajima Maimi Close-up Ver.)
- LALALA Shiawase no Uta (Nakajima Saki Close-up Ver.)
- LALALA Shiawase no Uta (Suzuki Airi Close-up Ver.)
- LALALA Shiawase no Uta (Okai Chisato Close-up Ver.)
- LALALA Shiawase no Uta (Hagiwara Mai Close-up Ver.)
- LALALA Shiawase no Uta (Arihara Kanna Close-up Ver.)

## Miembros presentes
- Erika Umeda
- Maimi Yajima
- Kanna Arihara
- Saki Nakajima
- Airi Suzuki
- Chisato Okai
- Mai Hagiwara